# 善性寺 (南砺市)
善性寺（ぜんしょうじ）は、富山県南砺市（旧福光町太美山地域）綱掛地区に存在した真宗大谷派の寺院（廃寺）。

## 歴史

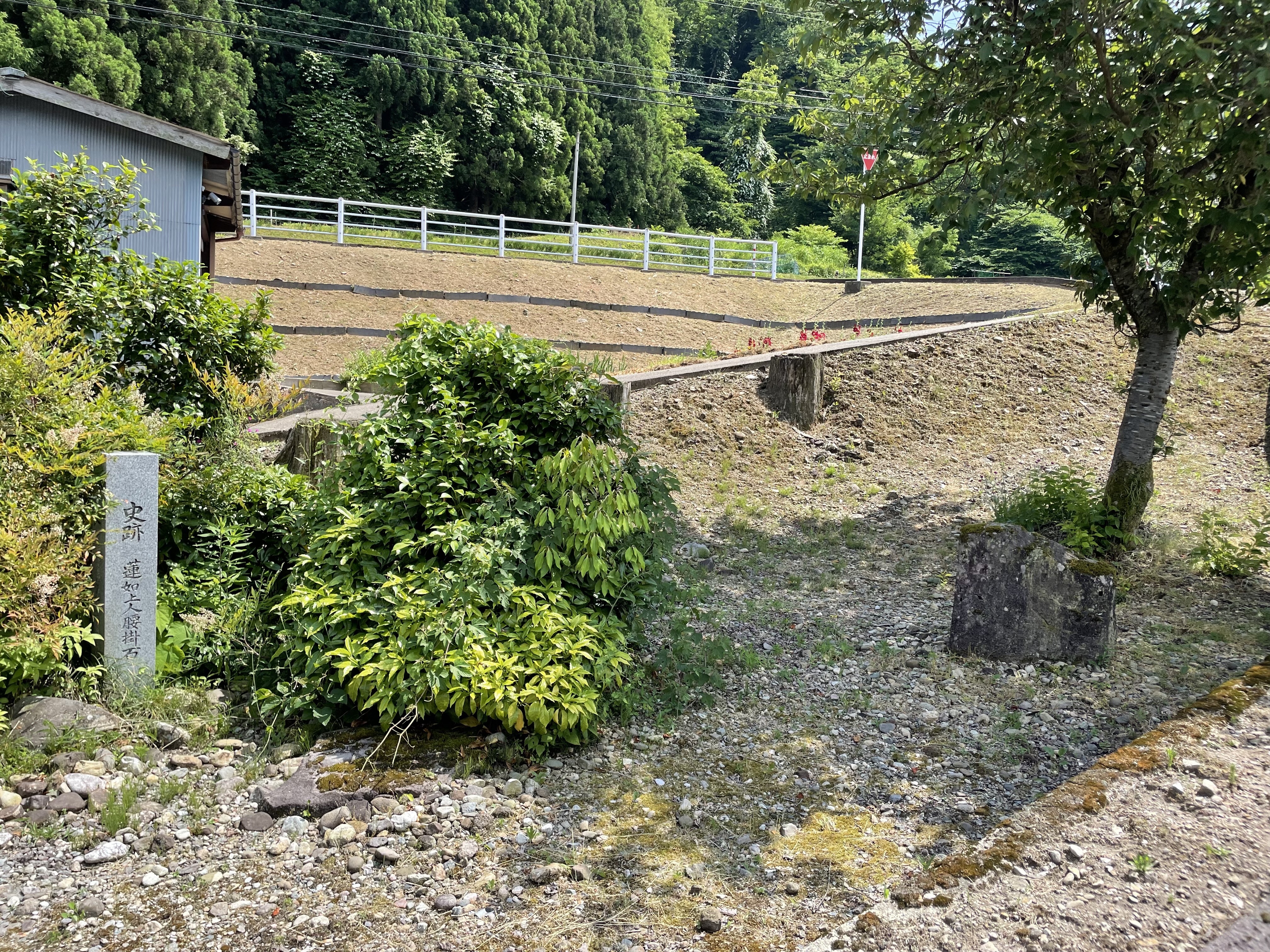
富山県南砺市綱掛の蓮如上人腰掛石

善性寺の寺伝によると、前身は綱掛北嶋の山館にあった医王山白応寺の末坊で、真言宗の法坊院であったとされる。
文明年間、越前国吉崎御坊滞在中の蓮如が加賀国二俣、越中国才川（現在の宗善寺）を経て綱掛を通りがかった時、この法坊院で宿を取ることがあった。この時、蓮如は法坊院の住僧が泰澄大師の流れを汲む真言の教えを学んでいると知ると、自ら真宗の教えを説き問かせたという。
そこで、住僧はこれを機に真言の教えを捨てて蓮如に帰依し、了善という法名を与えられ、楷書の六字名号を授与されたという。そして、文明17年（1475年）11月に了善が綱掛に道場を立てたのが善性寺の起源とされる。
以後、善性寺は本願寺の直参未寺と位置付けられ、了善は本願寺９代実如より永正2年（1505年）に本尊として方便法身尊像を与えられたと伝えられる。
現在、善性寺には蓮如筆とされる紙本墨書六字名号が2幅（楷書・草書）、実如筆とされる紙本墨書六字名号が1幅、存如筆とされる紙本墨書六字名号が1幅の、計4幅の名号が伝蔵されている。この内、蓮如・実如筆の六字名号は上述の寺伝を裏付けるもので、真筆と推定されるが、実如が授与したという「方便法身尊像」は現存していない。
1953年（昭和28年）9月の昭和28年台風第13号で背戸山が崩壊した際、善性寺は本堂・庫裏もろとも壊滅してしまった。台風後、善性寺本堂が復興されることはなかったが、地元の者達が小型の御堂を立て、掘り出した本尊や他の宝物を安置している。現在、善性寺の跡地には台風による被害を紀念する碑文が残されている。また、建物の道を隔てた叢には、蓮如が腰掛けたと伝えられる「蓮如の腰掛石」も残されている。
2024年（令和6年）には綱掛集落の過疎化が進んだことから、被災後も綱掛道場で保管されてきた寺宝を城端別院善徳寺に移管することが決められた。同年10月2日に綱掛道場と善徳寺で法要が行われ、本尊・掛け軸などの寺宝は善徳寺に移された

## 医王山修験系寺院
- 永福寺（富山市梅沢町）
- 宗善寺（南砺市才川七）
- 善性寺（南砺市綱掛）
- 徳仁寺（南砺市野尻）
- 光西寺（小矢部市西島）
- 躰玄寺（射水市鷲塚）
- 恩善寺（金沢市袋町）

## 近隣情報
- 福光温泉